# Slingerspår

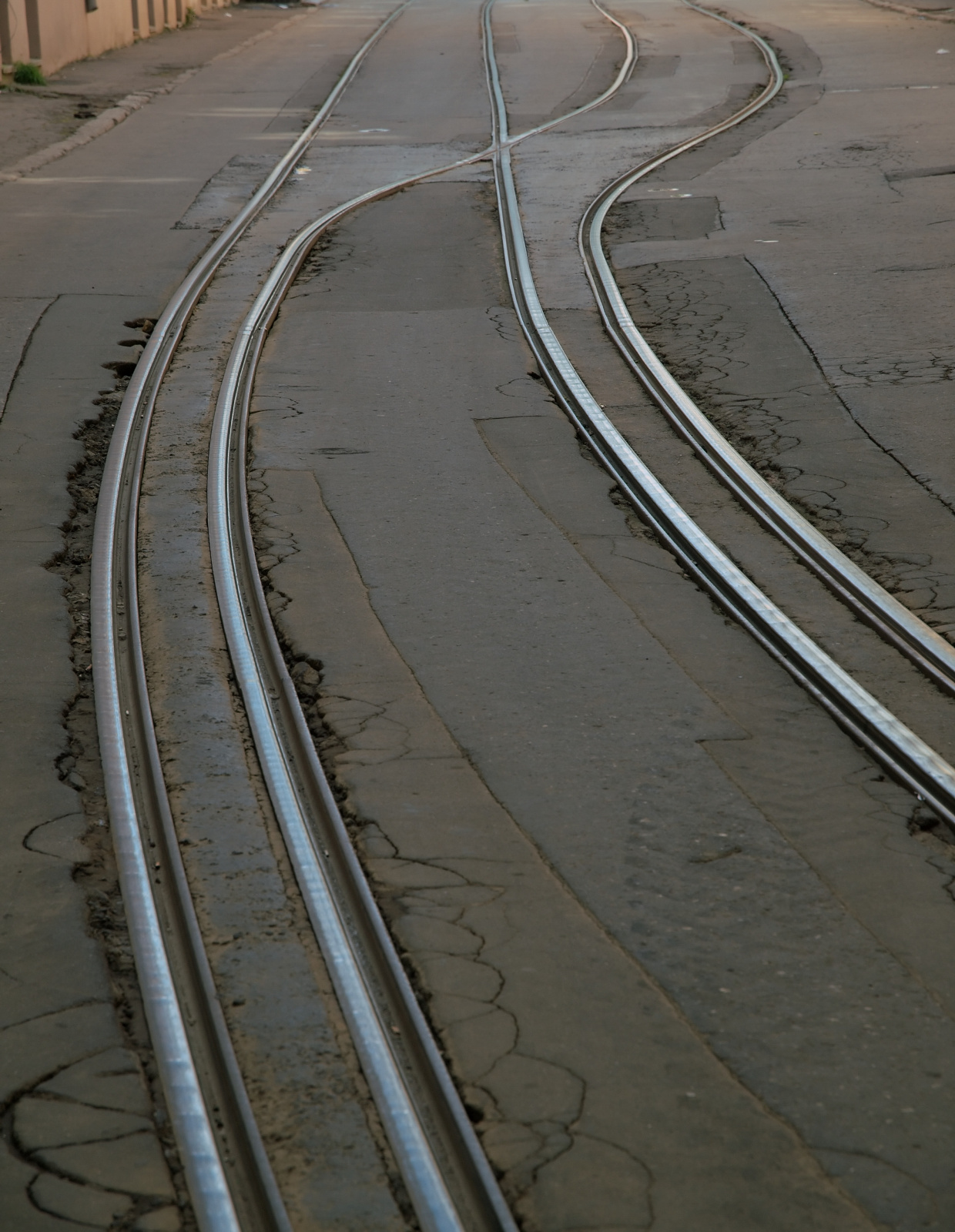
Slingerspår

Slingerspår eller spårförslingring är inom spårtrafik där de båda spåren i ett dubbelspår överlappar varandra. Detta görs ofta för att spara på plats i trånga utrymmen. Fördelen med slingerspår jämfört med enkelspår är att det inte behövs några växlar. Exempel på slingerspår i Sverige är längs Drottninggatan i Norrköping mellan spårvägshållplatserna Söder tull och Hörsalsparken.
Det finns även på Angeredsbanan i Göteborg.

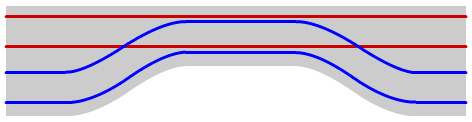
Spårförslingring

Ett annat exempel på slingerspår finns på spåret mellan Haparanda och Tornio på bron över Torne älv. Där ska två olika spårvidder (normalspår 1435 mm och finskt bredspår 1524 mm) samsas, men skillnaden i spårvidd är så liten att det inte fungerar med treskensspår. Så då byggdes ett fyrskensspår istället, som ett slingerspår.